# Libanon op de Olympische Zomerspelen 1980
Libanon nam deel aan de Olympische Zomerspelen 1980 in Moskou, Sovjet-Unie. 

## Medailleoverzicht
| Sport     | Olympiër(s)   | Onderdeel                 | Medaille |
| --------- | ------------- | ------------------------- | -------- |
| Worstelen | Hassan Bchara | +100kg Grieks-Romeins (m) | Brons    |

## Deelnemers en resultaten

### Atletiek
| Olympiër      | Discipline   | Resultaat | Prestatie             |
| ------------- | ------------ | --------- | --------------------- |
| Roland Dagher | 100m (m)     | 46e       | serie 5: 5de in 11,01 |
| Roland Dagher | 200m (m)     | 42e       | serie 5: 6de in 22,27 |
| Nabil Chouéry | marathon (m) | DNF       | niet gefinisht        |

### Boksen
| Olympiër           | Discipline | Resultaat | Prestatie                            |
| ------------------ | ---------- | --------- | ------------------------------------ |
| Mohamed Al Moukdad | -67kg (m)  | 17e       | 1ste ronde: V van YUG Bogujevci: 0-5 |
| Mohamed Halibi     | -71kg (m)  | 17e       | 1ste ronde: V van BUL Stefanov: 0-5  |

### Gewichtheffen
| Olympiër                | Discipline | Resultaat | Prestatie                                           |
| ----------------------- | ---------- | --------- | --------------------------------------------------- |
| Mohamed Kheir Tarabulsi | -75kg (m)  | DNF       | trekken: geen geldige poging                        |
| Raef Ftouni             | -100kg (m) | DNF       | trekken: 14de met 140kg stoten: geen geldige poging |

### Judo
| Olympiër      | Discipline | Resultaat | Prestatie                                                         |
| ------------- | ---------- | --------- | ----------------------------------------------------------------- |
| Sihad Keyrouz | -60kg (m)  | 9e        | 1ste ronde: V van CUB Rodríguez herkansingen: V van SYR El-Najjar |
| Roukoz Roukoz | -71kg (m)  | 19e       | 1ste ronde: V van SEN Dionge                                      |

### Schermen
| Olympiër     | Discipline | Resultaat | Prestatie                                   |
| ------------ | ---------- | --------- | ------------------------------------------- |
| Dany Haddad  | degen (m)  | 41e       | 1ste ronde groep G: 6de met 0 overwinningen |
| Hassan Hamze | degen (m)  | 42e       | 1ste ronde groep H: 6de met 0 overwinningen |
| Dany Haddad  | floret (m) | 33e       | 1ste ronde groep A: 5de met 0 overwinningen |
| Hassan Hamze | floret (m) | 36e       | 1ste ronde groep B: 5de met 0 overwinningen |

### Wielersport
| Olympiër       | Discipline       | Resultaat | Prestatie      |
| -------------- | ---------------- | --------- | -------------- |
| Kamal Ghalayni | wegwedstrijd (m) | DNF       | niet gefinisht |
| Salloum Kaysar | wegwedstrijd (m) | DNF       | niet gefinisht |

### Worstelen
| Olympiër       | Discipline                | Resultaat      | Prestatie |
| Grieks-Romeins | Grieks-Romeins            | Grieks-Romeins | Grieks-Romeins |
| -------------- | ------------------------- | -------------- | --- |
| Hassan Bechara | +100kg Grieks-Romeins (m) | Brons          | 1ste ronde: W van ITA La Penna 2de ronde: V van CUB Diaz 3de ronde: vrij 4de ronde: V van BUL Tomov 5de ronde: V van URS Kolchinsky |

### Zwemmen
| Olympiër        | Discipline           | Resultaat | Prestatie                |
| --------------- | -------------------- | --------- | ------------------------ |
| Bilall Yamout   | 100m vrije slag (m)  | 37e       | serie 1: 8ste in 1.03,48 |
| Bilall Yamout   | 200m vrije slag (m)  | 41e       | serie 1: 7de in 2.27,94  |
| Ibrahim El-Baba | 100m vlinderslag (m) | 30e       | serie 1: 6de in 1.05,20  |

Afghanistan · Algerije · Andorra · Angola · Australië · België · Benin · Birma · Botswana · Brazilië · Bulgarije · Colombia · Congo-Brazzaville · Costa Rica · Cuba · Cyprus · Denemarken · Dominicaanse Republiek · Duitse Democratische Republiek · Ecuador · Ethiopië · Finland · Frankrijk · Griekenland · Groot-Brittannië · Guatemala · Guinee · Guyana · Hongarije · Ierland · IJsland · India · Irak · Italië · Jamaica · Joegoslavië · Jordanië · Kameroen · Koeweit · Laos · Lesotho · Libanon · Liberia · Libië · Luxemburg · Madagaskar · Mali · Malta · Mexico · Mongolië · Mozambique · Nederland · Nepal · Nicaragua · Nieuw-Zeeland · Nigeria · Noord-Korea · Oeganda · Oostenrijk · Peru · Polen · Portugal · Puerto Rico · Roemenië · San Marino · Senegal · Seychellen · Sierra Leone · Sovjet-Unie · Spanje · Sri Lanka · Syrië · Tanzania · Trinidad en Tobago · Tsjecho-Slowakije · Venezuela · Vietnam · Zambia · Zimbabwe · Zweden · Zwitserland